# 島田大介 (実業家)
島田 大介（しまだ だいすけ、1975年7月16日 - ）は、日本の実業家、エンジェル投資家、ラジオパーソナリティ。
株式会社エンターモーション（その後、インサイトコアに社名を変更）の創業者であり元代表取締役社長。株式会社ネットマーケティング元社外取締役。
MediTech株式会社社外取締役、株式会社J-MANGA CREATE社外取締役。一般社団法人日本スタートアップ支援協会(JSSA)のメンター。
JFL所属のサッカーチーム「クリアソン新宿」のパートナーであり、池尻大橋にある居酒屋「OMA(オーマ）」のオーナーである。
現在は、エンジェル投資（2024年10月現在で投資先は36社）や共同創業にて複数社のITスタートアップの立ち上げを行っている

## 来歴・人物
兵庫県に生まれ、高校卒業までを兵庫で過ごした。六甲学院高等学校を卒業した後、慶應義塾大学法学部法律学科へ進学する。大学在学中には出身地である芦屋市の姉妹都市交流プログラムでアンバサダーに選出され、米国のモンテベロ市に1ヶ月滞在。
1998年に慶應義塾大学を卒業し、日商岩井（現在の双日）に入社。1年目は本人の希望が通らず、人事部採用教育チームに配属される。2年目には情報産業本部に異動し、ニキビケア化粧品「プロアクティブ・ソリューション」のテレビ通販で有名な米国Guthy-Renker社とのJV設立プロジェクトを推進。
入社2年目には日商岩井が巨額の特損を出し経営危機に陥り、所属していた情報産業本部が分社化し転籍。転籍をしたITX株式会社ではハンズオン型の投資事業に従事し、当時、ビットバレーで有名なネットエイジに出資をし、同社に出向。ネットエイジでは同社の100%子会社として設立されたポイントプログラム運営会社のネットマイルの立ち上げに参画した。その後、米国で懸賞サイト事業を展開していたPromotions.com社の日本法人を100%買収し、出向後、取締役に就任。当時の日商岩井グループの役員としては最年少であった。
2003年に株式会社エンターモーション（その後、インサイトコアに社名を変更）を創業し、代表取締役に就任。創業時はフィーチャーフォン向けに懸賞サイトやポイントサイトを運営していたが、複数の事業を経て、店舗企業向けにスマホアプリをSaaSで提供する事業が主力事業となる。2023年5月に事業提携先であった株式会社デジタルホールディングスの中核事業会社株式会社デジタルシフト（現在のオプト）にM&Aで100％の株式を売却する。
2004年には日商岩井の同期であった宮本邦久が創業した株式会社ネットマーケティングの創業にも携わる。ネットマーケティングはその後、JASDAQに上場し、東証一部に鞍替え上場する半年前に打診を受け、社外取締役に就任する。同社は2021年にベインキャピタルにTOBされるが、同社特別委員会の委員としてTOBの交渉を担当した。
その後、医療システム支援事業を展開するMediTech株式会社や株式会社J-MANGA CREATEを含む複数社の社外取締役やアドバイザリーに就任。
ライフワークとするエンジェル投資では、BtoB SaaSやサイバーセキュリティー、エンタメ、AI、D2Cなど幅広い事業領域36社に投資をする。
2023年9月には仲間と池尻大橋に居酒屋「OMA(オーマ）」を立ち上げる。OMAはグルメ雑誌東京カレンダーの2024年11月号の表紙を飾る。
2024年にはJFLに所属するサッカーチーム「クリアソン新宿」を運営する株式会社クリアソンのパートナーに就任。
2024年7月よりFMサルースにて「島田大介のお悩み相談室」のメインパーソナリティとしても活動。

## 出演

### ラジオ
- ヤングニッケイ[15]（2019年 Voicy）
- Radio Leaders（2023年ミュージックバード）
- 島田大介のお悩み相談室（2024年 FMサルース）[16]

### インターネット放送
- 『社長のM&Aチャンネル』（YouTube番組）[17]
- 『M&A BANK』（YouTube番組）[18]
- 『トプシュー』（YouTube番組）[19]

## 記事

### 取材記事
- モバイルサイトを育て、起業家を生み出す[20]
- 恐れず飛び込み、力を尽くせ！[9]
- 企業トップが語る”次世代リーダー”の育て方[21]

- ネガティブな感情をプラスに転じて成長速度を増していく[22]
- それでも日は昇る。僕がエンジェル投資を続ける理由。[1]

### 関連記事
- エンターモーション、ファンコミュニケーションズ、シーエー・モバイル、ジャフコ、エヌ・アイ・エフSMBCへ第三者割り当て増資を実行、モバイルメディア構築ASP「Media Magic」の販売も開始[23]

- エンターモーション、第三者割当増資を実施--三井物産、みずほ証券と並んで中島聡氏も[24]

- エンターモーション、伊藤忠商事、ツタヤオンライン、日商エレクトロニクス、ヤマハミュージックメディアを割当先とする第三者割当増資を実施[25]

- エンターモーション、XTech Venturesらから約2億円を資金調達[26]
- デジタルHD系、アプリ支援のインサイトコアを子会社化[11]